# 立山真衣
立山 真衣（たてやま まい、1986年6月14日 - ）は、熊本県八代市出身の、日本の女子柔道選手である。階級は78kg超級。身長171cm。体重118kg。血液型はB型。組み手は右組み。段位は弐段。得意技は払腰。現在はフォーリーフジャパンに所属。

## 経歴
柔道は5歳時に始めた。八代第七中学2年と3年の時に全国中学校柔道大会70kg超級で3位になった。熊本西高校1年の時には高校選手権78kg超級で優勝した。2年の時にはアジアジュニアで優勝するが、高校選手権では3位だった。3年の時にはインターハイと全日本ジュニアで優勝すると、世界ジュニアでもオール一本勝ちで優勝を果たした。
東海大学に入学すると、1年の時に福岡国際の78kg超級と無差別で優勝を果たした。2年の時には全日本選手権と選抜体重別でそれぞれ決勝まで進むものの、大学の先輩である綜合警備保障の塚田真希に敗れた。学生体重別と講道館杯では優勝を飾った。塚田がケガをしたために代わりに出場したアジア大会では3位だった。3年の時には全日本選手権で3位になると、全日本学生柔道優勝大会ではチームの優勝に貢献した。学生体重別では大学の後輩である田知本愛に敗れて2位だった。講道館杯では2連覇を飾った。4年の時にも全日本選手権で3位になった。アジア選手権では優勝するが、全日本学生柔道優勝大会と学生体重別ではそれぞれ2位に終わった。嘉納杯では優勝を飾った。
2009年には大学を卒業してフォーリーフジャパン所属になった。2010年の全日本選手権では3位となった。世界団体でも3位だった。2011年の全日本選手権でも3位となった。

## 戦績
(階級表記のない大会は全て78kg超級での成績)
- 2000年 -　全国中学校柔道大会　70kg超級　3位
- 2001年 -　全国中学校柔道大会　70kg超級　3位
- 2003年 -　高校選手権　優勝
- 2003年 -　全日本ジュニア　3位
- 2003年 -　ドイツジュニア国際　2位
- 2003年 -　フランスジュニア国際　優勝
- 2003年 -　アジアジュニア　優勝
- 2004年 -　高校選手権　3位
- 2004年 -　インターハイ　優勝
- 2004年 -　全日本ジュニア　優勝
- 2004年 - 世界ジュニア　優勝
- 2004年 - 福岡国際　無差別　3位
- 2005年　- オーストリア国際　優勝
- 2005年 -　全日本学生柔道優勝大会　2位
- 2005年 -　全日本ジュニア　2位
- 2005年 - 学生体重別　3位
- 2005年 -　講道館杯　3位
- 2005年 -　青島国際　78kg超級　3位　無差別　3位
- 2005年 -　福岡国際　78kg超級　優勝　無差別　優勝
- 2006年 -　全日本選手権　2位
- 2006年 -　選抜体重別　2位
- 2006年 - 全日本学生柔道優勝大会　2位
- 2006年 - 学生体重別　優勝
- 2006年 -　講道館杯　優勝
- 2006年 - アジア大会　3位
- 2006年 -　福岡国際　78kg超級　2位　無差別　3位
- 2007年　- オーストリア国際　3位
- 2007年 - 体重別　3位
- 2007年 -　全日本選手権　3位
- 2007年　-　アジア選手権　2位
- 2007年 - 全日本学生柔道優勝大会　優勝
- 2007年 - ユニバーシアード　無差別　3位　団体戦　優勝
- 2007年 - 学生体重別　2位
- 2007年 -　講道館杯　優勝
- 2007年 -　青島国際　78kg超級　2位　無差別　2位
- 2007年 - 嘉納杯　優勝
- 2008年　- ハンガリー国際　3位
- 2008年 - 体重別　2位
- 2008年 -　全日本選手権　3位
- 2008年 -　アジア選手権　優勝
- 2008年 - 全日本学生柔道優勝大会　2位
- 2008年 - 学生体重別　2位
- 2008年 - 嘉納杯　3位
- 2009年　- ワールドカップ・ソフィア　3位
- 2009年 - アジア選手権　78kg超級　3位　無差別　3位
- 2009年 - 環太平洋柔道選手権大会　78kg超級　優勝　無差別　優勝
- 2009年 - 東アジア大会　3位
- 2010年 -　全日本選手権　3位
- 2010年 - 世界団体　3位
- 2010年 -　講道館杯　3位
- 2011年 -　講道館杯　5位
- 2012年 -　講道館杯　5位
- 2013年　- アジア選手権　2位